# Rock Island, Washington
Rock Island är en ort i Douglas County i delstaten Washington, USA.